# River Lea
River Lea è un brano musicale della compositrice e cantante inglese Adele, contenuto nel suo terzo album in studio 25 (2015).

## Descrizione
La canzone è stata scritta da Adele Adkins e Brian Burton ed è stata prodotta da Danger Mouse. Nei testi, il brano parla di un fiume affluente del Tamigi. Musicalmente, il brano è una canzone gospel . River Lea ha ricevuto recensioni positive da parte della critica, The Guardian l'ha definito «uno dei brani più suggestivi» di 25, mentre in Italia, Panorama in una recensione ha scritto: «Convince dalle prime note la melodia intrigante di River Lea» definendolo uno dei "brani simbolo" dell'album.
River Lea è una canzone autobiografica con un’"atmosfera spettrale." Parla del Fiume Lea, un affluente del Tamigi presso Londra. Secondo un articolo di The Guardian, l'intero album è basato sulla canzone. Si tratta di un fiume paludoso, significativo per Adele perché si trova vicino alla sua città natale. Adele ha dichiarato: «Un sacco della mia vita è stata spesa camminando a fianco del fiume Lea per andare da qualche altra parte.» Adele sostiene inoltre che la canzone parla del suo cambiamento dal periodo in cui viveva nella zona intorno al fiume, incolpandolo di aver rovinato i suoi rapporti con le persone. La rivista Spin scrive che la canzone, che prende il nome del fiume stesso, «deforma la frase in un essere amorfo.» La canzone è di genere gospel. Nella sua recensione, Onstageweb descrive River Lea come un pop di classe, che «ha più di un debito con la tradizione gospel.» Continua commentando che «Resta forse la migliore canzone dell’album, con quella voce che non si capisce da dove arrivi» In un giudizio un critico dell'Angolo di Richard l'ha definita "uno dei pezzi più forti dell’album, è il momento clou, il pezzo che adoro e riascolterei mille volte"
River Lea è scritto in chiave di E♭ minore con un ritmo di 83 battiti al minuto. Il brano segue una progressione di accordi di C♭ - D♭  - E♭ m - A♭, e la voce di Adele si estende da E♭ 3 di B♭ 4.
Adele ha cantato River Lea per la prima volta dal vivo al Glastonbury Fest. A un certo punto dell'esibizione si è fermata dicendo: «devo ricominciare da capo, scusate, sono un po' fuori fiato.» Subito dopo ha ripreso a cantare il brano.